# 김병지
김병지(한국 한자: 金秉址, 1970년 5월 12일 (1970년 음력 4월 8일) - )는 대한민국의 전 축구선수이자 현 경영인으로 현재 강원 FC의 대표이사로 재직 중이다.

## 클럽 경력
- 밀양초등학교 시절까지 육상선수로 활동하였으며, 중학교 시절부터 축구 선수의 길을 걸었다.

- 밀양중 졸업 후, 마산공업고등학교 축구부에 들어가고자 했지만 가정 형편상 축구부 회비를 낼 여력이 없었다고. 결국 김병지는 국비 지원을 조건으로 알로이시오전자기계고등학교 축구부로 가기를 결정했고, 학교 축구부 골키퍼로 활약했지만, 받아주는 팀이 없자 결국 고등학교 졸업 후, 창원 기계공단의 금성산전에서 용접공으로 2년을 생활하였다.

- 1990 상무 입단테스트에 합격해 2년 군생활 뒤, 1992년 울산 현대에서 데뷔하여 1996년 K-리그 우승, 1998년 K-리그 준우승 등에 큰 공헌을 하였다.

- 특히, 1998년 10월 24일 포항 스틸러스와의 플레이오프 2차전에서 1:1로 맞선 후반 추가시간 프리킥 찬스에서 헤딩슛을 성공시키면서 골키퍼 최초의 필드골을 성공시키기도 했는데, 당시 실점의 책임에 대해서 포항 스틸러스 포백이 대인마크에 소홀한 탓인지, 골키퍼 김이섭의 방심이 원인이었는가에 대해서 이견이 많았다고 한다.

- 1998년 FIFA 월드컵 이후, 월드컵에서 김병지의 활약을 지켜본 잉글랜드 프리미어리그의 블랙번 로버스 FC, 에버턴 FC, 사우샘프턴 FC 등 여러 팀들이 김병지에게 러브콜을 보냈으나 김병지는 당시 소속팀이었던 울산 현대의 반대로 K-리그에 남게 되었다.

- 2001년 당시 국내 선수 중에서는 최고 이적료로 포항 스틸러스로 이적하여,[2] 2004년 K-리그 준우승 등에 큰 공헌을 하였다.

- 특히, 2004년 12월 12일 수원 삼성 블루윙즈와의 챔피언 결정전 2차전에서 승부차기까지 간 끝에 3:4로 패하였는데, 당시 김병지는 5번째 키커로 나섰지만 그의 슈팅이 '영원한 라이벌'인 이운재에게 막히며 우승을 내주기도 하였다.[3]

- 2005년 5월 9일 FC 서울와의 K-리그 원정 경기에서 무실점 방어를 이루며 K-리그와 K-리그 컵대회 합산 통산 117경기 무실점 방어로 개인 통산 최다 무실점 타이를 기록하였고,[4] 5월 18일 전북 현대 모터스와의 K-리그 원정 경기에서 무실점 방어를 이루며 K-리그와 K-리그 컵대회 합산 통산 118경기 무실점 방어로 개인 통산 최다 무실점 신기록을 세웠으며,[5] 2008시즌을 기준으로, K-리그와 K-리그 컵대회 합산 개인 통산 최다 무실점 기록을 166경기로 갱신하고 있다.

- 2006년 FC 서울로 이적하여[6] 2006년 하우젠 컵 우승 등에 공헌하였다.

- 2006년 5월 10일 경남 FC와의 K-리그 13라운드 경기에서 K-리그 사상 2번째로 프로 통산 400경기 출장 기록을 세웠다.[7]

- 2006년 5월 14일 부산 아이파크와의 K-리그 원정 경기에 출전하여 K-리그와 K-리그 컵대회 합산 통산 401경기 출장으로 개인 통산 최다 출장 타이를 기록하였고,[8] 5월 17일 경남 FC와의 K-리그 원정 경기에 출전하여 K-리그와 K-리그 컵대회 합산 통산 402경기 출장으로 개인 통산 최다 출장 신기록을 세웠으며,[9] 2008시즌을 기준으로, K-리그와 K-리그 컵대회 합산 개인 통산 최다 출장 기록을 471경기로 갱신하고 있다.

- 2006년 시점으로 k-리그 한 시즌 최다 무실점 기록으로 21경기를 기록했다.

- 2007년 10월 7일 성남 일화 천마와의 K-리그 원정 경기에 출전하여 풀타임을 소화하며 K-리그와 K-리그 컵대회 합산 통산 151경기 무교체 출장으로 개인 통산 최다 무교체 출장 타이를 기록하였고,[10] 10월 10일 인천 유나이티드와의 K-리그 홈 경기에 출전하여 풀타임을 소화하며 K-리그와 K-리그 컵대회 합산 통산 152경기 무교체 출장으로 개인 통산 최다 무교체 출장 신기록을 세웠으며,[11] 10월 14일 대구 FC와의 K-리그 원정 경기에 출전하여 풀타임을 소화하며 K-리그와 K-리그 컵대회 합산 개인 통산 최다 무교체 출장 기록을 153경기 늘렸지만, 2008년 1월 30일 칠레와의 A매치 경기에서 허리 부상을 입어 시즌 초반 아웃되면서 기록이 마감되었다.[12]

- 2009년 자신의 고향인 경상남도를 연고지로 하는 팀인 경남 FC에 플레잉코치로 이적하여 활약하였다.[13] 경남 FC로 이적한 뒤 자신의 500경기 출장을 바라는 뜻으로 등번호 500번을 달고 뛰려 했으나[14] 한국프로축구연맹의 반대로 무산되었고, 결국 남은 29경기를 채우겠다는 의미로 29번을 달게 되었으나 정규리그 마지막 경기에서 500번째 출장을 기록하여 등번호 500번을 달고 뛰었다.[15]

- 1995년부터 2006년까지 11회 연속으로 올스타전에 출전하여 올스타전 최다 출전 기록을 세웠고,[16] 2007년에도 12회 연속으로 출전하여 올스타전 최다 출전 기록을 경신하였다.[17]

- 그 후, 2013 시즌을 앞두고 경남을 떠나 전남 드래곤즈로 이적하였고, 2015 시즌 중에는 프로통산 700 경기 출전을 달성하기도 하였다.

- 2015 시즌이 끝나고, 전남과의 계약이 만료된 그는 전남과 결별하여 새 소속팀을 찾고 있으나, 선수추가등록기간(2016년 3월 28일까지 선수추가등록기간)이 마감되어 결국 소속팀을 찾지 못한채 무적신세로 지내다가 2016년 7월 19일 자신의 SNS를 통해 은퇴를 선언하였으며,[18] 2016년 9월 18일에 동해안 더비 경기에서 은퇴식을 치렀다.

## 국가대표팀 경력
1995년 6월 5일 코리아컵에서 코스타리카와의 경기로 A매치 데뷔전을 치렀다. 당시 대한민국 토종 골키퍼 중 돋보이는 활약을 하여 국가대표팀 간판 골키퍼로 자리매김했고, 월드컵에는 1998년 FIFA 월드컵과 2002년 FIFA 월드컵에 나섰다.
1998년 FIFA 월드컵에서 주전 골키퍼로 활약했으며, 예선 3경기 동안 9점을 실점한다. 그러나 당시 대한민국의 수비가 불안정해 무려 3경기 동안 56개의 유효슈팅을 허용했고, 그 중 9개만 김병지가 실점함으로써 김병지는 그 당시 월드컵에서 야신상을 받은 프랑스의 파비앵 바르테즈에 이어 골키퍼 종합 방어율 2위를 달성하는 쾌거를 이룩했고, 당시 야신상 후보로까지 거론되었다고 한다. 5:0으로 대패한 네덜란드전에서도 당시 네덜란드의 감독을 맡았던 거스 히딩크도 김병지의 선방 능력을 높게 평가했다.
2001년 1월 27일에 열린 칼스버그컵 파라과이전에서 무리하게 공을 몰고 나가다 상대에 빼앗겨 실점 위기를 초래하여 전반전을 마치고 교체됐다. 이 사건 때문에 거스 히딩크 감독의 눈밖에 나서 2002년 FIFA 월드컵에서 주전으로 뛰지 못했다는 오해를 하는 사람이 많으나, 이는 사실이 아니다. 거스 히딩크의 자서전에 따르면 김병지는 이후 성실한 자세를 보여 다시 국가대표팀으로 발탁되었고, 월드컵 직전까지 이운재와 실력이 비슷하여 실제로 월드컵 직전까지는 번갈아 기용하여 서로 경쟁시켰다. 다만 월드컵 조별리그 첫 경기인 폴란드전에서 이운재의 컨디션이 미세히 앞서서 그를 기용하였고, 이후 상태가 좋아 계속 기용하게 된 것뿐이라고 한다. 다만 이와는 별개로 거스 히딩크 감독이 대한민국에 내한할 때 열린 이벤트 경기에서 김병지는 히딩크 앞에서 드리블하는 모습을 재현해 주기도 했다.
그 뒤 이운재에게 주전 골키퍼 자리를 넘겨주어 2002년 11월 20일 서울에서 열린 브라질전 이후에는 국가대표팀으로 선발되지 못했다. 2006년 FIFA 월드컵을 앞두고 과도하게 불어난 체중으로 인해서 소속 팀이나 국가대표팀에서 불안한 모습을 보여 주고 있던 이운재 대신 김병지를 발탁하자는 축구팬들의 여론이 있었지만 결국 선발되지 못했고, 이에 축구 팬들은 뜨거운 논쟁을 벌이기도 하였다. 2007년 AFC 아시안컵 시즌 중 음주 파동으로 국가대표팀 1년 자격정지 처분을 받은 이운재를 대신하여 다시 기회를 얻은 그는 2008년 1월 30일 서울월드컵경기장에서 열린 칠레와의 A매치로 약 6년 만에 국가대표팀에 복귀해 선발 출장했지만, 허리 부상으로 전반전을 마친 후 정성룡으로 교체되었다. 이 경기는 그의 마지막 A매치이자, 정성룡에게는 A매치 데뷔전이다.

## 플레이 스타일
- 동물적인 판단력과 순발력, 반사신경이 좋은 골키퍼로 유명하다.

- 국가대표 시절 한 번의 실수로 동물적인 운동능력에 비해 안정적이지 못하다는 인식이 있지만 이런 선입견과는 달리 K-리그에서 500경기 이상 출장하여 통산 0점대 방어율을 유지할 정도로 그 꾸준한 안정감 또한 장점이다.

- 또한 100m를 11초대에 끊는 빠른 발을 이용해 넓은 수비범위를 자랑하고, 점프력도 좋아 공중볼에도 강하여 K-리그 사상 골키퍼 최초로 헤딩으로 필드골을 성공시키기도 했다.

- 또한 킥력이 좋아 2000 시즌에는 팀의 페널티킥, 프리킥 전담키커로 활약하기도 했다.

## 기타
1999년 방정환 선생을 기리는 "한국 방정환재단"의 후원회장 겸 부총재를 맡기도 했다.
2005년에는 한국프로축구연맹이 진행하는 '2005 K-리그 유소년클럽캠프'에 참가하기도 하였다.
마산공업고등학교 시절 강호동과 실제로 싸운 적이 있다고 밝혔다. 또한 그 둘은 마산에서 가장 싸움을 잘하는 두 사람이었다.
2012년 개인통산 600경기 출전 달성 후 네이버 기사에 댓글을 단 한 네티즌의 이야기를 보고는 이에 답을 해줘서 화제가 되기도 했다.
2018년 러시아 월드컵을 전후로 자신의 인터넷 방송을 시작했다.

## 경력 상세

### 클럽
- 1992년 ~ 2000년  울산 현대
- 2000년 ~ 2005년  포항 스틸러스
- 2006년 ~ 2008년  FC 서울
- 2009년 ~ 2012년  경남 FC
- 2013년 ~ 2015년  전남 드래곤즈

### 국가대표팀
- 1996년 AFC 아시안컵 대표
- 1998년 FIFA 월드컵 대표
- 2002년 FIFA 월드컵 대표

### 해설위원
- 2010년 6월 2010 FIFA 남아공 월드컵 SBS 축구 해설위원
- 2016년 8월~ 프리미어리그 SPO TV 해설위원

## 수상 내역

### 개인
- 1996년 K리그 베스트 11 선정
- 1998년 K리그 특별상 수상
- 1998년 K리그 베스트 11 선정
- 2000년 K리그 올스타전 MVP 수상
- 2002년 체육훈장 맹호장
- 2005년 K리그 베스트 11 선정
- 2005년 K리그 특별상 수상
- 2006년 대한민국 국회대상 특별상
- 2007년 K리그 베스트 11 선정
- 2007년 K리그 특별상 수상
- 2007년 제21회 스포츠서울 올해의 프로축구 대상 올해의 수비상
- 2009년 K리그 특별상 수상
- 2010년 K리그 특별상 수상
- 2012년 K리그 특별상 수상
- 2014년 K리그 특별상 수상

### 클럽

#### 울산 현대 호랑이
- K리그 우승 1회 (1996년)
- K리그 준우승 1회 (1998년)
- FA컵 준우승 1회 (1998년)
- 리그컵 우승 2회 (1995년, 1998년)
- 리그컵 준우승 1회 (1993년)

#### 포항 스틸러스
- K리그 준우승 1회 (2004년)
- FA컵 준우승 2회 (2001년, 2002년)
- A3 챔피언스컵 준우승 1회 (2005년)

#### FC 서울
- K리그 준우승 1회 (2008년)
- 리그컵 우승 1회 (2006년)
- 리그컵 준우승 1회 (2007년)

### 국가대표팀
- 2002년 FIFA 월드컵 4위

## 방송 출연
- 《TV는 사랑을 싣고》
- 《생방송 행복드림 로또 6/45》 - 게스트 887회
- 《빈센조》 - 유소년 축구팀 코치 역 (특별출연)
- 《아는형님》 - 게스트

## 참고자료
- ‘레전드’ 김병지를 만든 24년 전 이야기
- '차범근부터 히딩크까지' 김병지가 경험한 감독 15人 회고